# Старообрядчество в Литве

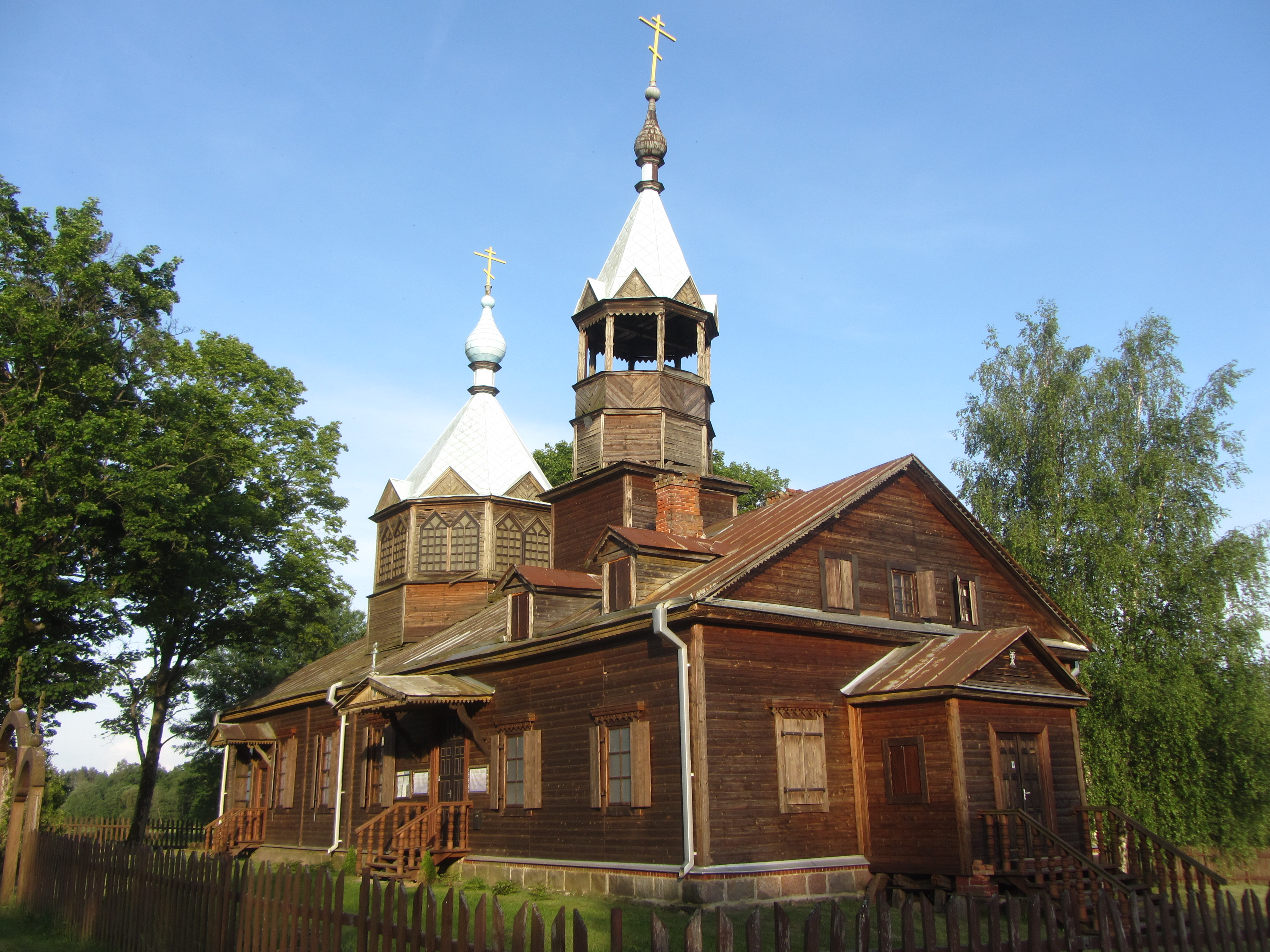
Свято-Воздвиженский храм в Перелозай

Старообрядчество в Литве представлено преимущественно этническими русскими, принадлежащими к поморскому согласию. Община существует на данной территории с XVII века и образовалась на основе более древних русских поселений, в которых после «Никоновских» церковных реформ 1666 года стали селиться беженцы. Староверы в Литве признаны одной из 9 традиционных религиозных сообществ.
На 2011 год в Литве насчитывалось 60 старообрядческих общин, в которых состояли 23 300 человек. По данным переписи населения Литвы 2011 года староверы составляют 0,77 % (23 330 человек) населения страны. По данным переписи населения Литвы 2021 года староверы составляют 0,65 % (18 196 человек) населения страны.

## Структура
Община зародилась после «Никоновских» церковных реформ 1666 года, когда тысячи староверов, скрываясь от репрессий, бежали на территорию Речи Посполитой. В Литве действуют старообрядческие храмы и кладбища. В Вильнюсе действуют высший совет церкви и духовный суд.

## История
Первое поселение русских староверов на территории современной Литвы появилось в 1679 году. Первый староверческий храм на территории нынешней Литвы был построен в 1710 году в деревне Пуща (Гиряле) (ныне Рокишкский район). Большая часть прибывших в XVIII веке староверов происходили из Новгородской, Псковской и Тверской губерний. После третьего раздела Речи Посполитой начались преследования староверов царскими властями. Были закрыты некоторые церкви. 6 мая 1922 г. на староверческoм съезде в Каунасе впервые был избран Центральный Старообрядческий Совет в Литве, объединивший все без исключения староверческие поморские общины Литвы. 20 мая 1923 г. Кабинет министров издал «Временные правила, регулирующие отношения Литовской староверческой организации и Литовского правительства», согласно которым Литовское правительство предоставило автономию Древлеправославной Поморской Церкви Литвы и признало Центральный Старообрядческий Совет в Литве высшим органом Древлеправославной Поморской Церкви Литвы. В 1937 году в Литве было 42 485 староверов, 53 церковных прихода и 51 наставника. После присоединения Литвы к СССР были репрессированы деятели старообрядчества, запрещены религиозная печать и выпуск религиозной литературы. 10 января 1941 года было подписано соглашения о переселении немцев в Германию из Литовской ССР и русских, белорусов и литовцев из Сувалкской области в Литовскую ССР. По этому договору в Литву были переселены около 9 000 староверов из окрестностей Сувалок. После освобождения Литвы во время литовского движения сопротивления староверы пострадали, некоторые были расстреляны отрядами «лесных братьев», стереотипно воспринимаемые ими как «враги» и «колонисты», вступающие в колхозы. Такие случаи были зафиксированы в деревнях Опшрутай, Шаукенай, Ликшелис, Леонувка, Пакупелькис, Николаевка. В советские годы многие староверы переселились в Вильнюс, Клайпеду и другие города.